# Юринская (Московская область)
Ю́ринская — деревня в муниципальном округе Егорьевск Московской области России.

## Расположение
Деревня Юринская расположена в юго-западной части муниципального округа Егорьевск, примерно в 26 километрах к юго-востоку от города Егорьевск. По восточной окраине деревни протекает река Белавинка. Высота над уровнем моря 111 метров.

## Название
Название Юринская связано с календарным личным именем Юрий.

## История
До отмены крепостного права деревня принадлежала помещице Ермоловой. После 1861 года деревня вошла в состав Лелеческой волости Егорьевского уезда. Приход находился в селе Лелечи.
В 1926 году деревня входила в Харинский сельсовет Лелечевской волости Егорьевского уезда.
До 1994 года Юринская входила в состав Бобковского сельсовета Егорьевского района, в 1994—2004 годы — Бобковского сельского округа, а в 1994—2006 годы — Раменского сельского округа.
Входит в состав сельского поселения Раменское.

## Демография
В 1885 году в деревне проживало 142 человека, в 1905 году — 151 человек (72 мужчины, 79 женщин), в 1926 году — 121 человек (46 мужчин, 75 женщин). По переписи 2002 года — 3 человека (3 женщины). Население — 17 человек (2010).
| 1859 | 1868 | 1885 | 1905 | 1926 | 2002 | 2006 |
| ---- | ---- | ---- | ---- | ---- | ---- | ---- |
| 106  | ↘84  | ↗142 | ↗151 | ↘121 | ↘3   | ↗9   |
| 2010 |      |      |      |      |      |      |
| ↗17  |      |      |      |      |      |      |